# فینال جام باشگاه‌های تهران ۱۳۶۴
فینال جام باشگاه‌های تهران ۱۳۶۴ یک مسابقه فوتبال بود که برای تعیین قهرمان جام باشگاه‌های تهران ۱۳۶۴ بین دو تیم استقلال و شاهین برگزار شد. بازی در وقت‌های قانونی و اضافی ۱–۱ مساوی شد و در ضربات پنالتی استقلال ۴–۲ پیروز شد و به مقام قهرمانی تهران رسید. این یازدهمین قهرمانی استقلال در مسابقات استان تهران بود.

## پیشینه
دو تیم استقلال و شاهین دو رقیب قدیمی یکدیگر محسوب می‌شدند و بارها در دوران برگزاری مسابقات باشگاه‌های تهران با یکدیگر رو به رو شده بودند. از میان فصل‌هایی از جام باشگاه‌های تهران که دیدار فینال داشتند استقلال سابقه ۵ حضور و شاهین ۲ حضور را داشتند . این به ترتیب ششمین و سومین فینال این دو تیم و چهارمین فینالی بود که با حضور استقلال و شاهین برگزار می‌شد.

## ورزشگاه
ورزشگاه آزادی میزبان این بازی بود. این نخستین بار بود که این ورزشگاه میزبان فینال این بازی‌ها می‌شد.

## مسیر تا فینال
دو تیم در مرحله گروهی با یکدیگر هم‌گروه بودند و به عنوان تیم‌های اول و دوم به مرحله نیمه‌نهایی صعود کردند.
| استقلال         | استقلال         | مرحله       | شاهین           | شاهین           |
| --------------- | --------------- | ----------- | --------------- | --------------- |
| حریف            | نتیجه           | مرحله گروهی | حریف            | نتیجه           |
| کیان            | ۳–۰             | هفته نخست   |                 |                 |
| پیام            | ۰–۱             | هفته دوم    |                 |                 |
| دارایی          | ۳–۰             | هفته سوم    |                 |                 |
| نفت             | ۱–۰             | هفته چهارم  |                 |                 |
| شاهین           | ۱–۳             | هفته پنجم   | استقلال         | ۳–۱             |
| دریانوردان      | ۲–۱             | هفته ششم    |                 |                 |
| برق             | ۴–۱             | هفته هفتم   |                 |                 |
| صدا و سیما      | ۵–۱             | هفته هشتم   |                 |                 |
| بانک ملی        | ۱–۰             | هفته نهم    |                 |                 |
| دوم در گروه اول | دوم در گروه اول | رتبه نهایی  | اول در گروه اول | اول در گروه اول |
| حریف            | نتیجه           | مرحله حذفی  | حریف            | نتیجه           |
| هما             | ۱–۰             | نیمه‌نهایی   | پتروشیمی        | ۲–۰             |
| صعود به فینال   | صعود به فینال   | رتبه نهایی  | صعود به فینال   | صعود به فینال   |

## جزئیات مسابقه
| استقلال                                      | ۱ – ۱ (وقت اضافه) | شاهین                            |
| -------------------------------------------- | ----------------- | -------------------------------- |
| مظلومی ۴۶'                                   |                   | پازوکی ۷۵'                       |
| ضربات پنالتی                                 |                   |                                  |
| حاجیلو · رجبی · مظلومی · نامجومطلق · فریبا · | ۴–۲               | دینورزاده · یکه · ضیایی · پازوکی |

| استقلال:       |                |     |
|                |                |     |
| ۱              | ناصر حجازی (ک) |     |
| ۲۰             | اصغر حاجیلو    |     |
| ۲              | شاهین بیانی    |     |
| ۴              | سعید مراغه‌چیان |     |
| ۱۸             | جعفر مختاری‌فر  |     |
| ۶              | بهتاش فریبا    |     |
| ۱۴             | مجید نامجومطلق |     |
| ۵              | رضا رجبی       |     |
| ۱۱             | رضا احدی       |     |
| ۱۷             | عبدالعلی چنگیز |     |
|                | رسول غنی‌زاده   | '۴۶ |
| تعویضی‌ها:      |                |     |
| ۱۰             | پرویز مظلومی   | '۴۶ |
| سرمربی:        |                |     |
| منصور پورحیدری |                |     |

| شاهین:           |                    |  |
|                  |                    |  |
| ۱                | جواد محمودی        |  |
| ۵                | مهدی دینورزاده (ک) |  |
|                  | مصطفی اردستانی     |  |
|                  | احمد هادی          |  |
|                  | مجتبی محرمی        |  |
| ۸                | امیر قلعه‌نویی      |  |
|                  | ایرج سائلی         |  |
| ۶                | محمدحسین ضیایی     |  |
| ۹                | مرتضی یکه          |  |
| ۱۱               | محمود پازوکی       |  |
|                  | کریم باوی          |  |
| تعویضی‌ها:        |                    |  |
|                  | ایران              |  |
| سرمربی:          |                    |  |
| نصرالله عبداللهی |                    |  |

| مقامات رسمی مسابقه - کمک داورها: - حسین دشتگرد - ابراهیم شامی | قوانین بازی - ۹۰ دقیقه - ۳۰ دقیقه زمان اضافه و ضربات پنالتی - تنها سه تعویض |